# Interlisp
Interlisp - dialekt języka Lisp opracowany w 1967 przez firmę Bolt, Beranek and Newman (Cambridge, MA) jako pochodna BBN-Lisp.
Interlisp był jedną z dwóch głównych gałęzi LISP (druga to MAClisp). W 1981 rozpoczęto prace nad Common LISP, który łączył cechy obu języków. Interlisp zawiera środowisko programistyczne Lispa.